# Sportler des Jahres 1949 (Österreich)
Die Ermittlung der besten österreichischen Sportlerinnen und Sportler des Jahres 1949 erfolgte in geheimer Wahl bis zum 10. März 1950 durch die Sportjournalisten aller in Österreich erscheinenden Tages-, Wochen- und Sportblätter. Das Ergebnis der Abstimmung wurde am 15. März 1950 auf der Vorstandssitzung der „Fachgruppe Sportjournalisten“ im ÖGB bekanntgegeben: Sportler des Jahres wurde der Salzburger Radrennfahrer Richard Menapace (Gewinner der Österreich-Rundfahrt 1949), Sportlerin des Jahres wurde die Wiener Fechterin Ellen Müller-Preis (Weltmeisterin 1949). Die Ehrung der Erst- und Zweitplatzierten fand am 24. März 1950 im Wiener Hotel Münchnerhof unter dem Ehrenschutz des krankheitsbedingt abwesenden Josef Gerö statt.

## Ranglisten
| Rang | Frauen                      | Frauen  | Männer                      | Männer  | Rang |
| Rang | Sportlerin                  | Stimmen | Sportler                    | Stimmen | Rang |
| ---- | --------------------------- | ------- | --------------------------- | ------- | ---- |
| 1.   | Ellen Müller-Preis (Wien)   | 242     | Richard Menapace (Salzburg) | 260     | 1.   |
| 2.   | Eva Pawlik (Wien)           | 175     | Fritz Dirtl (Wien)          | 77      | 2.   |
| 3.   | Erika Mahringer (Innsbruck) | 121     | Helmut Koppelstätter (Wien) | 72      | 3.   |
| 4.   | Heidi Pillwein (Wien)       | 49      | Egon Schöpf (Innsbruck)     | 51      | 4.   |
| 5.   | Fritzi Schwingl (Wien)      | 30      | Ernst Ocwirk (Wien)         | 37      | 5.   |
| 6.   | Christl Kofler (Kitzbühel)  | 13      | Othmar Eiterer (Steyr)      | 35      | 6.   |
| 7.   | Herma Bauma (Wien)          | 10      | Gerhard Hanappi (Wien)      | 34      | 7.   |
| 7.   | Ine Schäffer (Graz)         | 10      | Edi Rada (Wien)             | 31      | 8.   |
| 9.   | Dagmar Rom (Innsbruck)      | 7       | Karl Decker (Wien)          | 23      | 9.   |
| 10.  | Gertrude Pritzi (Wien)      | 1       | Josef Weidinger (Wien)      | 12      | 10.  |